# Тапера
Тапера (порт. Tapera) — муниципалитет в Бразилии, входит в штат Риу-Гранди-ду-Сул. Составная часть мезорегиона Северо-запад штата Риу-Гранди-ду-Сул. Входит в экономико-статистический микрорегион Нан-Ми-Токи. Население составляет 11 124 человека на 2006 год. Занимает площадь 179,626 км². Плотность населения — 61,9 чел./км².

## История
Город основан 18 декабря 1954 года.

## Статистика
- Валовой внутренний продукт на 2003 составляет 139.213.183,00 реалов (данные: Бразильский институт географии и статистики).
- Валовой внутренний продукт на душу населения на 2003 составляет 12.810,64 реалов (данные: Бразильский институт географии и статистики).
- Индекс развития человеческого потенциала на 2000 составляет 0,827 (данные: Программа развития ООН).